# 나루토의 소용돌이

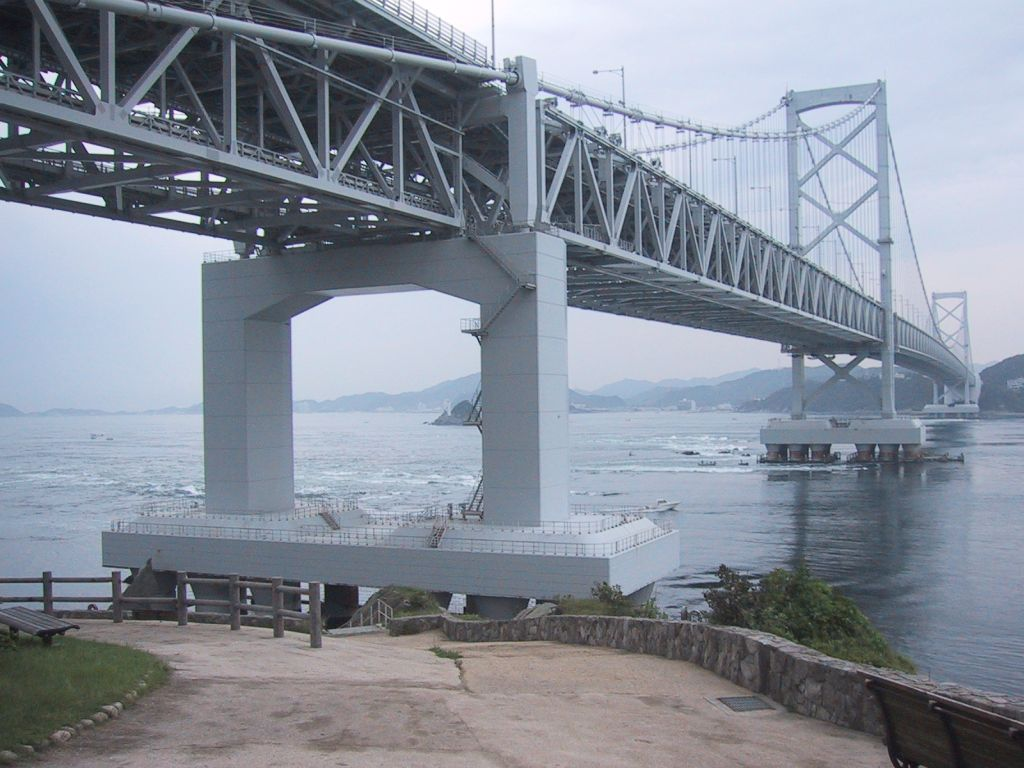
아와지 섬에서 본 나루토 해협

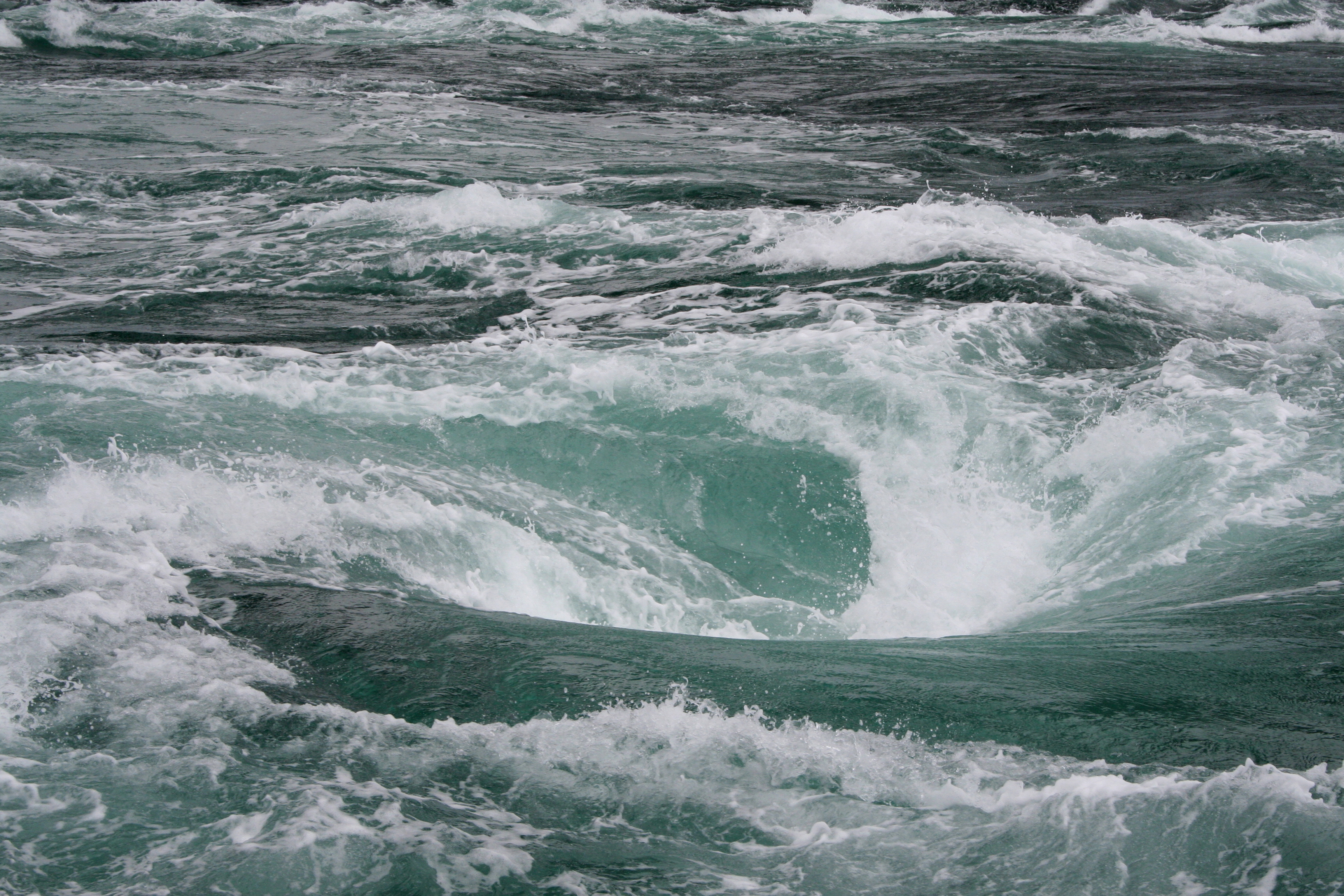
나루토의 소용돌이

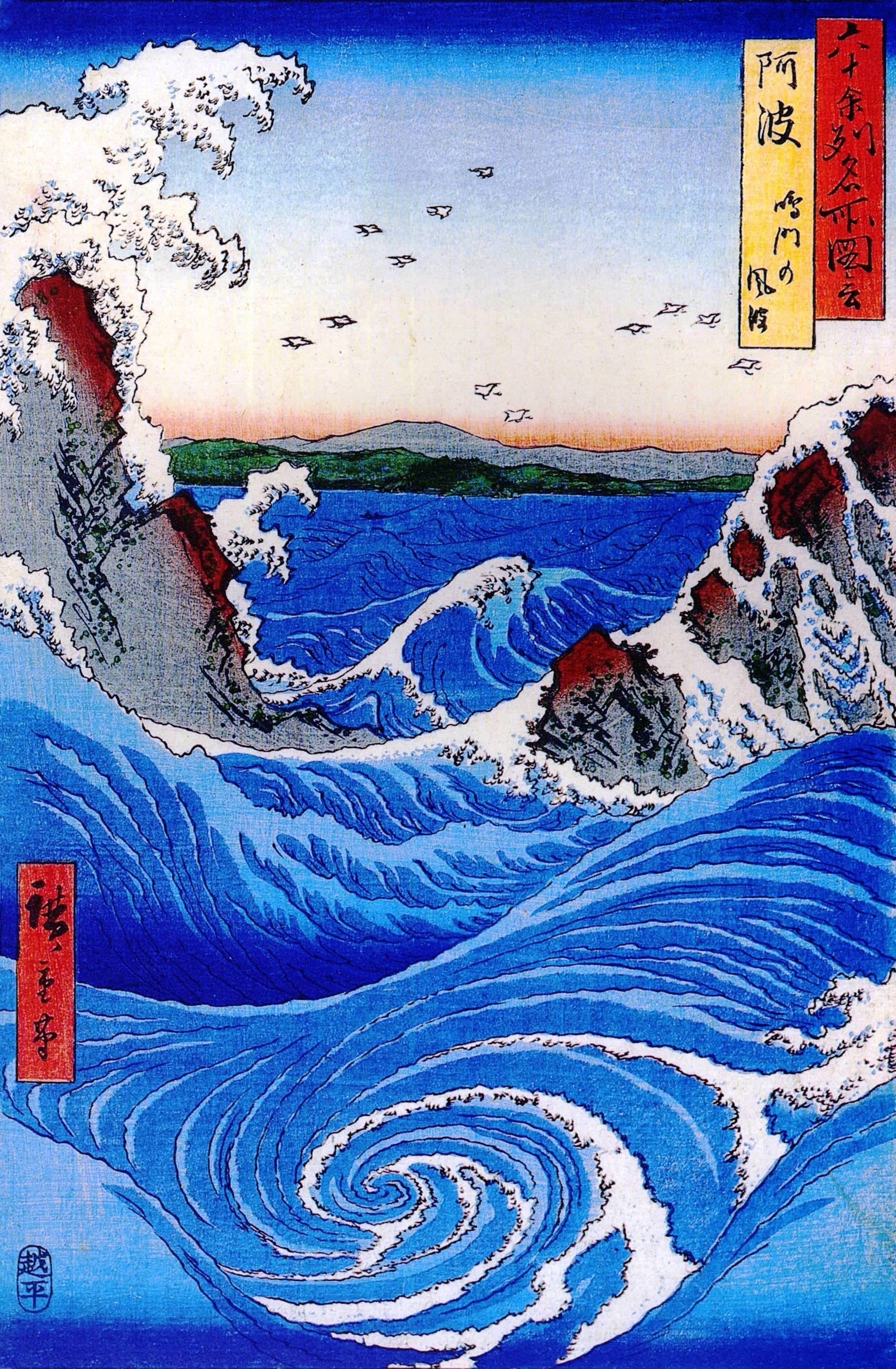
나루토의 소용돌이를 그린 우키요에

나루토의 소용돌이(일본어: 鳴門の渦潮)는 도쿠시마현 나루토시와 효고현 미나미아와지시의 사이에 있는 나루토 해협에서 발생하는 소용돌이치는 조수(우즈시오)이다.
유람선이나 해협에 걸리는 오나루토 교(해면으로부터의 높이 45m)로부터 소용돌이치는 조수를 볼 수 있기도 하지만 다리는 주차금지가 되어 있다. 또 양안에서도 볼 수 있다.

## 발생 원리
나루토 해협은 혼슈와 시코쿠의 사이에 있는 세토 내해와 태평양을 연결하는 해협의 하나로 폭이 약 1.3km이다. 1일에 2회, 대량의 해수가 세토 내해로 흘러들어 또한 1일에 2회 세토 내해로부터 흘러 나온다. 세토 내해와 태평양의 수위차이는 최고 1.5m에 이른다. 해협의 폭이 좁은 것과 함께 해저의 복잡한 지형도 영향을 주어 조류는 13~15km/h의 속도로 흐른다. 한사리(大潮) 때에는 20km/h에 이르기도 한다. 이 조류의 속도는 일본에서 제일 빠르고, 세계에서도 3번째로 "세계 3대 조류"로 꼽을 수 있다.　
이 빠른 조류와 해협 양안 근처에 흐름의 경계선에 있고 소용돌이가 발생한다.
한사리 때에는 소용돌이의 직경은 최대로 20m에 이른다.

## 같이 보기
- 일본의 관광
- 나루토마키